# Campionat del Món de Clubs de futbol 2000
Campionat del Món de Clubs de la FIFA de l'any 2000.

## Qualificació
Els clubs participaren en aquest torneig per invitació. Aquests foren:
| Al Nassr             | Aràbia Saudita | Campió de la Supercopa Asiàtica 1998                  |
| SC Corinthians       | Brasil         | Campió de la Lliga brasilera 1998                     |
| Manchester United FC | Anglaterra     | Campió de la Lliga de Campions de la UEFA 1998/99     |
| Necaxa               | Mèxic          | Campió de la Copa de Campions de la CONCACAF 1999     |
| Raja Casablanca      | Marroc         | Campió de la Copa de Campions Africana de futbol 1999 |
| Reial Madrid         | Espanya        | Campió de la Copa Intercontinental de futbol 1998     |
| CR Vasco da Gama     | Brasil         | Campió de la Copa Libertadores de América 1998        |
| South Melbourne FC   | Austràlia      | Campió de la Copa Oceànica de Clubs 1999              |

L'elecció dels clubs participants fou controvertida, ja que només els sis campions continentals tenien la legitimitat absoluta per a participar-hi: Al Nassr (campió asiàtic), Manchester United (campió europeu), Necaxa (campió nord-americà), Raja Casablanca (campió africà), Vasco da Gama (campió sud-americà) i South Melbourne (campió oceànic). En canvi la inclusió de Corinthians (que només havia guanyat una competició local) i del Reial Madrid (campió de la Intercontinental de feia dos anys) fou molt criticada.
Qui també tingué problemes fou el Manchester United FC que hagué de renunciar a participar en la Copa anglesa de futbol.

## Format
Els partits es disputaren a São Paulo i Rio de Janeiro. El vuit clubs foren dividits en dos grups de quatre equips. Els campions disputaren la final. Els segons classificats disputaven el tercer lloc.

## Resultats

### Grup A
- Corinthians 2 - Raja Casablanca 0; Luizão (49), Fábio (65)
- Reial Madrid 3 - Al-Nassr 1; Anelka (22), Raúl (62), Sávio (pen 70); Al-Husseini (pen 45)
- Corinthians 2 - Reial Madrid 2; Edílson (29, 64); Anelka (19, 71)
- Raja Casablanca 3 - Al-Nassr 4; Nejjary (25), Moubarki (67), El-Karkouri (74); Al-Amin (3), Bahja (49), Al-Husseini (51), Saïb (86)
- Raja Casablanca 2 - Reial Madrid; 3 Achami (28), Moustaoudia (59); Hierro (48), Morientes (53), Geremi (88)
- Al-Nassr 0 - Corinthians 2; Ricardinho (25), Rincón (82)

| Pos | Equip           | P | G | E | P | F | C | Pts |
| --- | --------------- | - | - | - | - | - | - | --- |
| 1   | Corinthians     | 3 | 2 | 1 | 0 | 6 | 2 | 7   |
| 2   | Reial Madrid    | 3 | 2 | 1 | 0 | 8 | 5 | 7   |
| 3   | Al Nassr        | 3 | 1 | 0 | 2 | 5 | 8 | 3   |
| 4   | Raja Casablanca | 3 | 0 | 0 | 3 | 5 | 9 | 0   |

### Grup B
- Vasco da Gama 2 - South Melbourne 0; Félipe (53), Edmundo (86)
- Manchester Utd 1 - Necaxa 1; Yorke (82); Montecinos (15)
- Vasco da Gama 3 - Manchester Utd 1; Romário (24, 26), Edmundo (43); Butt (81)
- South Melbourne 1 - Necaxa 3; Anastasiadis (45); Montecinos (pen 19), Delgado (29), Cabrera (pen 79)
- South Melbourne 0 - Manchester Utd 2; Fortune (8, 20)
- Necaxa 1 - Vasco da Gama 2; Aguinaga (5); Odvan (14), Romário (69)

| Pos | Equip             | P | G | E | P | F | C | Pts |
| --- | ----------------- | - | - | - | - | - | - | --- |
| 1   | Vasco da Gama     | 3 | 3 | 0 | 0 | 7 | 2 | 9   |
| 2   | Necaxa            | 3 | 1 | 1 | 1 | 5 | 4 | 4   |
| 3   | Manchester United | 3 | 1 | 1 | 1 | 4 | 4 | 4   |
| 4   | South Melbourne   | 3 | 0 | 0 | 3 | 1 | 7 | 0   |

### Partit pel tercer lloc
- Reial Madrid 1 - Necaxa 1 (pròrroga i 3-4 en els penals); Raúl (15); Delgado (58)

### Final
| Corinthians                                          | 0–0 (pr.) | Vasco da Gama                                        |
| ---------------------------------------------------- | --------- | ---------------------------------------------------- |
|                                                      | Informe   |                                                      |
| Tanda de penals                                      |           |                                                      |
| Rincón · Fernando Baiano · Luizão · Edu · Marcelinho | 4–3       | Romário · Alex Oliveira · Gilberto · Viola · Edmundo |

## Golejadors
3 gols
- Nicolas Anelka (Reial Madrid)
- Romário (Vasco da Gama)

2 gols
| - Fahad Al-Husseini (Al-Nassr) - Agustín Delgado (Necaxa) - Edílson (Corinthians) | - Edmundo (Vasco da Gama) - Quinton Fortune (Manchester United) | - Cristian Montecinos (Necaxa) - Raúl (Reial Madrid) |

1 gol
| - Youssef Achami (Raja Casablanca) - Alex Aguinaga (Necaxa) - Fuad Amin (Al-Nassr) - John Anastasiadis (South Melbourne) - Ahmed Bahja (Al-Nassr) - Nicky Butt (Manchester United) - Salvador Cabrera (Necaxa) - Talal El Karkouri (Raja Casablanca) | - Bouchaib El Moubarki (Raja Casablanca) - Felipe (Vasco da Gama) - Geremi (Reial Madrid) - Fernando Hierro (Reial Madrid) - Fábio Luciano (Corinthians) - Luizão (Corinthians) - Fernando Morientes (Reial Madrid) - Mustapha Moustaoudia (Raja Casablanca) | - Odvan (Vasco da Gama) - Ricardinho (Corinthians) - Freddy Rincón (Corinthians) - Moussa Saïb (Al-Nassr) - Sávio (Reial Madrid) - Dwight Yorke (Manchester United) |